# Jan Blankenštejn z Vartenberka
Jan Blankenštejn z Vartenberka († mezi lety 1464–1469) byl český šlechtic z rodu pánů z Vartenberka. Velkou část života strávil jako válečník. Bojoval se saskými vévody, lužickým Šestiměstím a v Prusku proti králi Kazimírovi IV. Jeho sídlem byl hrad Blansko u Ústí nad Labem.

## Rodina
Jan Blankenštejn patřil k rodu pánů z Vartenberka, ale jeho přesný původ je nejasný. Mohl být synem Václava z Vartenberka, Jana IV. z Vartenberka (a tedy bratrem Zikmunda Děčínského) nebo mohl pocházet z ralské větve rodu. Oženil se s Annou Berkovou z Dubé. Narodila se jim dcera Kateřina, která se provdala za Albrechta z Kolovrat. Po manželově smrti se Anna znovu vdala za Mikuláše z Hermsdorfu, který byl Janovým družiníkem a hejtmanem na Blansku. Poté se odstěhovala na Svádov.

## Život
Jan z Vartenberka roku 1440 zastával funkci jednoho ze dvou hejtmanů litoměřického landfrýdu. Po boku Berků z Dubé bojoval s Fridrichem z Olsnitz, a spolu se svým švagrem Albrechtem Berkou z Dubé jím byl zajat. Albrecht byl brzy propuštěn, ale Jan zůstával ve vězení na hradě Ratný. Vartenberkové s Berky z Dubé proto vyhlásili válku saským vévodům, čímž dosáhli dohody, na jejímž základě byl na začátku roku 1441 propuštěn i Jan. V roce 1441 úspěšně ubránil Blansko před lužickým vojskem. Konflikt s Lužicí ukončil až v roce 1444, kdy se stal na dobu šesti let placeným saským dvořanem. Ovšem v roce 1449 na Lužici opět útočil. V Čechách se postavil na stranu strakonické jednoty proti Jiřímu z Poděbrad, ale roku 1450 začal Jiřího podporovat. V roce 1452 vyřešil spory se saskými vévody a zúčastnil se svatojiřského sněmu v Praze, na kterém proběhla volba Jiřího z Poděbrad zemským správcem. V jeho službách opět vypověděl nepřátelství Sasku.
Roku 1454 je doložena Janova funkce přísedícího u zemského soudu, ale krátce poté, nejspíše po bitvě u Chojnice, bojoval v Prusku na straně řádu německých rytířů proti králi Kazimírovi IV. Stal se hejtmanem hradu v Královci a po roce 1460 se účastnil dobytí města Iława. Naposledy byl v Prusku zmíněn roku 1464 (podle Augusta Sedláčka v Prusku pobýval v letech 1455–1458). Zemřel nejpozději roku 1469, kdy byla jeho manželka Anna uvedena jako vdova.

## Majetek
Po smrti Zikmunda Děčínského z Vartenberka na přelomu let 1438 a 1438 se hlavním Janovým majetkem stal hrad Blansko. Kromě něj mu patřily také hrady Karlsfried a Winterstein, které v roce 1441 prodal za 150 kop grošů Lužičanům.